# Potsdamer Platz
Potsdamer Platz (pronunciaciónⓘ (AFI:[potsdamaː plats], literalmente en alemán Plaza de Potsdam) es una importante plaza pública e intersección del tráfico del centro de Berlín y se cuenta como uno de los lugares más destacados de esta ciudad. En esta plaza se desarrolló desde el siglo XIX una zona de densa actividad comercial y cultural. Fue en este lugar donde se instaló el primer semáforo de Europa. Potsdamer Platz, como el resto de la ciudad, se vio sometida al bombardeo aliado durante los últimos meses de la Segunda Guerra Mundial, lo que llevó a la casi total destrucción de las edificaciones del sitio.
En el marco de la "Reconstrucción crítica" que siguió a la reunificación alemana en 1990 el terreno anteriormente ocupado por la Potsdamer Platz fue reconstruido entre las décadas de 1990 y 2000. De la remodelada plaza se destaca el Sony Center, un complejo residencial y de oficinas futurista diseñado por el arquitecto Helmut Jahn.

## Historia

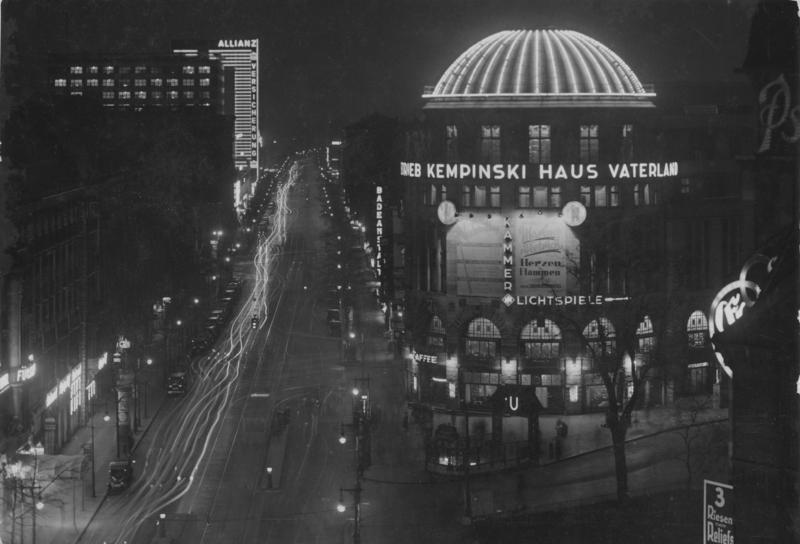
1932: Vista nocturna de Potsdamer Platz hacia Stresemannstraße.

Originalmente, la Potsdamer Platz no era más que un cruce de caminos en una de las puertas del Muro de la Aduana de Berlín. Hacia 1838, se inauguró allí la estación de tren de Potsdam. Desarrollada en pocas décadas, pasó de ser un tranquilo suburbio rural a ser una de las plazas más concurridas de Europa, llegando a ser más famosa que su vecina Leipziger Platz.

### Entre 1871 y 1945
Después del establecimiento del Imperio alemán en 1871, tras la guerra franco-prusiana, la Potsdamer Platz experimentó un auge en la construcción: Berlín estaba empezando a florecer económicamente y los ciudadanos más acaudalados se mudaban a las puertas de la ciudad, construyendo las famosas villas en Tiergarten. Durante este auge constructivo, fue inaugurado el Gran Hotel Bellevue en 1888, seguido del Hotel Palast, inaugurado en 1893. El Hotel Fürstenhof les siguió en 1907 y un año después abrió sus puertas el Hotel Esplanade, diseñado por el arquitecto Otto Rehnig, quien también diseñó el Hotel Excelsior.
De 1896 a 1906 el almacén Wertheim se convirtió en un imán para los turistas. Diseñado por Alfred Messel y construido en tres fases en un terreno de 27 000 m² al noreste de la Leipziger Platz; fue ampliado por Heinrich Schweitzer de 1911 a 1912.
En 1911 se añadió al panorama la Cervecería Siechen, ubicada en Behrenstraße 24 en el lado suroeste de la plaza frente a la estación de metro de Bierpalast. Johann Emil Schaudt restauró y rehabilitó el edificio, el cual sería ocupado luego por la Cervecería Hacker-Pschorr; razón por la que esta se recuerda como la Casa Pschorr.
Hasta la llegada de la Segunda Guerra Mundial, la Potsdamer Platz fue una de las plazas más concurridas de Europa. Sin embargo, después de los ataques aéreos aliados de 1943 la plaza quedó en ruinas. Tras la ocupación de la ciudad por parte de los aliados, la Potsdamer Platz quedó en el área donde la zona de ocupación soviética se unía a la estadounidense. Con la construcción del Muro, que la cruzaba en su sector oeste, quedó convertido en una tierra de nadie inutilizable y no fue reconstruida.

### Entre 1946 y 1990

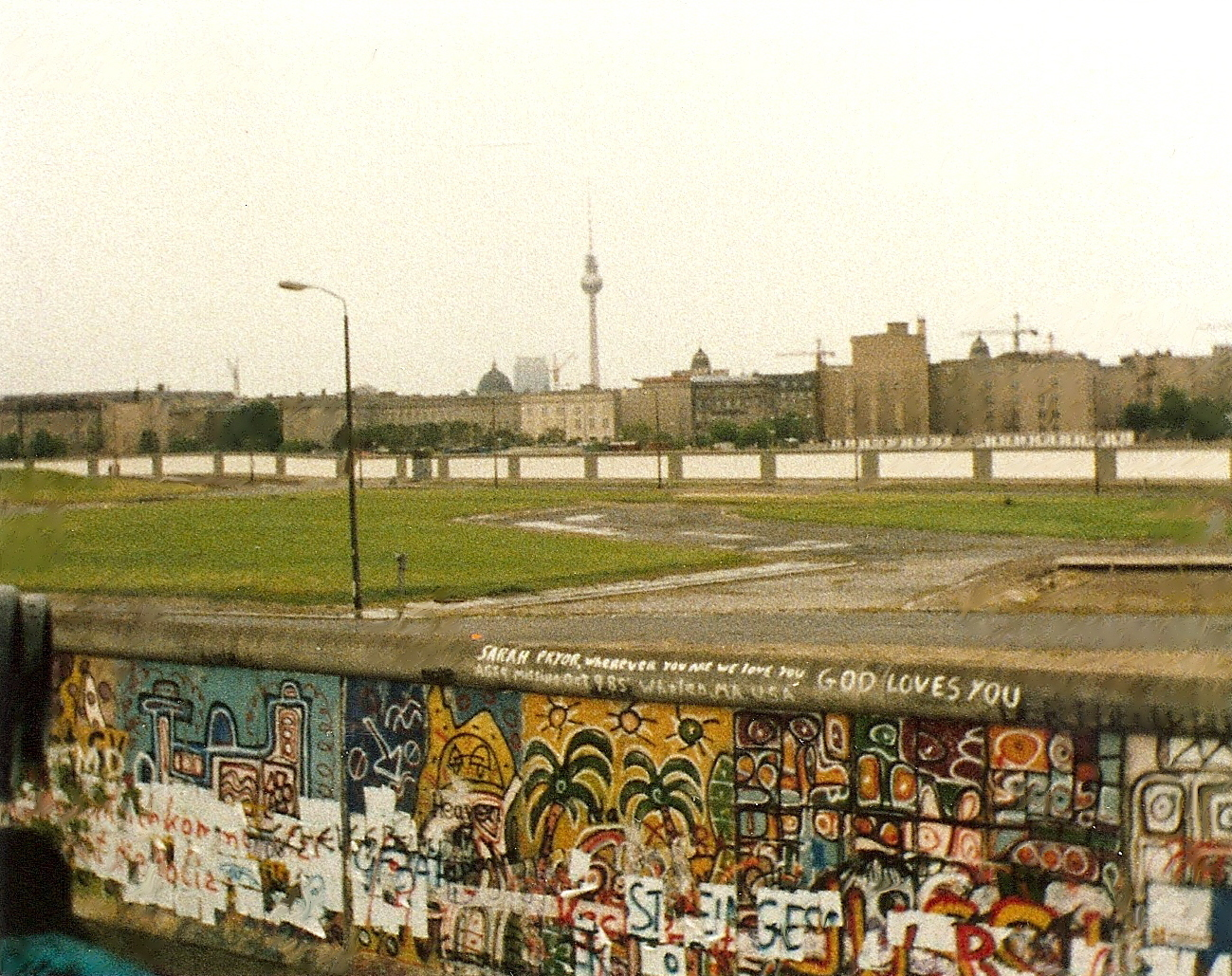
La Potsdamer Platz en la década de 1980.

Después de la guerra las ruinas de los alrededores de la plaza se reciclaron como materiales de construcción y su espacio se usó como depósito de escombros. Pronto el triángulo fronterizo entre los protectorados británico, estadounidense y soviético sirvió como un próspero mercado negro.
Con la introducción del marco alemán en los sectores occidentales de la ciudad y el comienzo del bloqueo de Berlín el 24 de junio de 1948, la situación volvió a cambiar. El 24 de agosto de ese mismo año se demarco por primera vez con una línea en el asfalto la frontera administrativa entre el protectorado soviético y los sectores occidentales adyacentes.
En julio de 1990, poco después de la caída del muro de Berlín, Roger Waters organizó el concierto The Wall - Live in Berlin, el cual reunió 350 000 personas en la tierra de nadie que quedó en Potsdamer Platz.

### Reconstrucción
Tras la caída del muro, los berlineses se dieron a la tarea de rehabilitar Potsdamer Platz, marcándose un hito con la inauguración del Sony Center en el año 2000, ya que consiguieron transformar el espacio representado por la plaza en menos de una década. La actual arquitectura del lugar no recuerda en nada a la original, ya que la zona pasó de ser un punto fronterizo inhabitado a una plaza con hoteles y edificios modernos, además de conservar algunos trozos de muro en exhibición.